# Asplenium elongatum
Asplenium elongatum là một loài dương xỉ trong họ Aspleniaceae. Loài này được Salisb. mô tả khoa học đầu tiên năm 1796.
Danh pháp khoa học của loài này chưa được làm sáng tỏ. 

## Hình ảnh

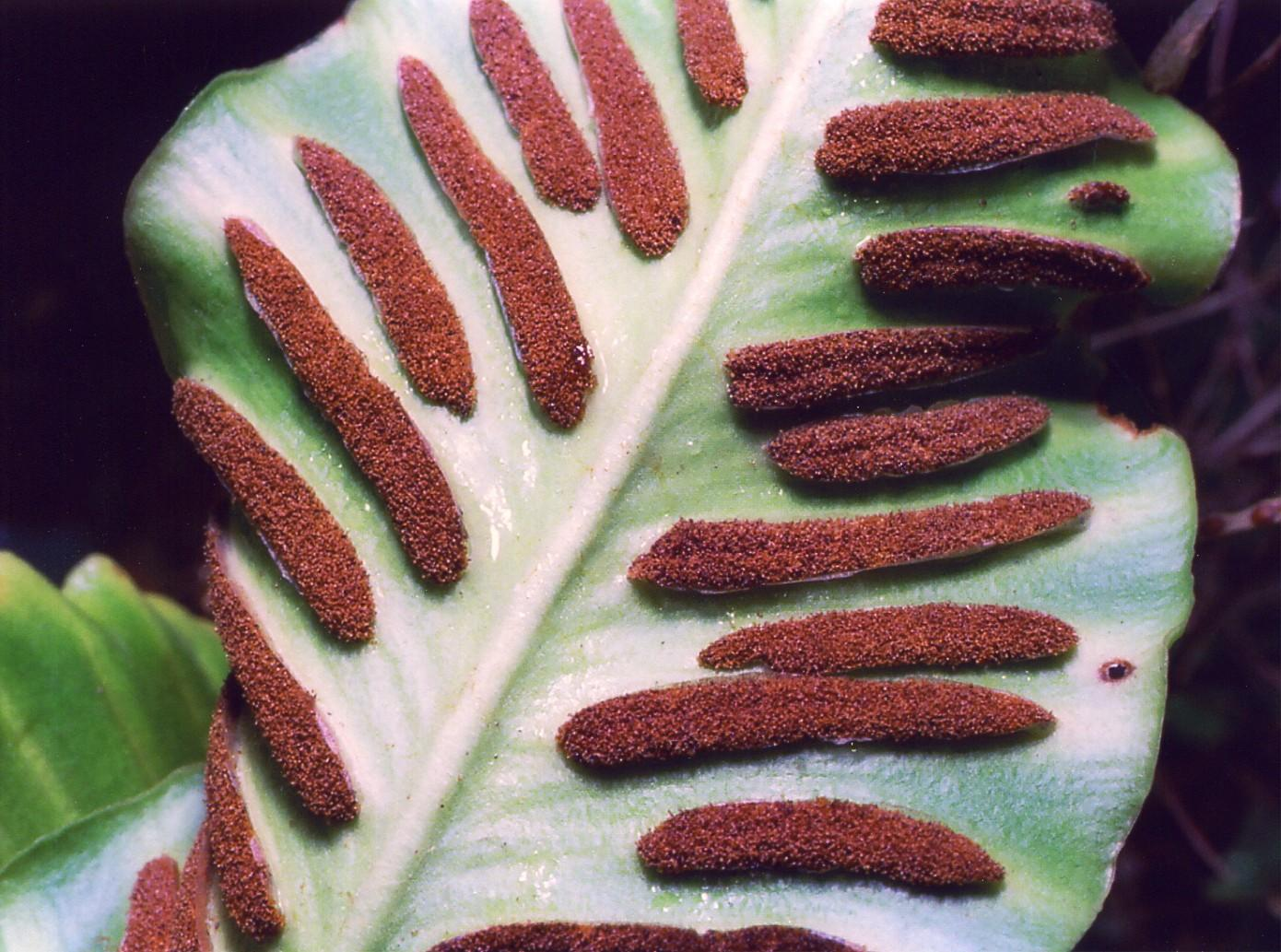
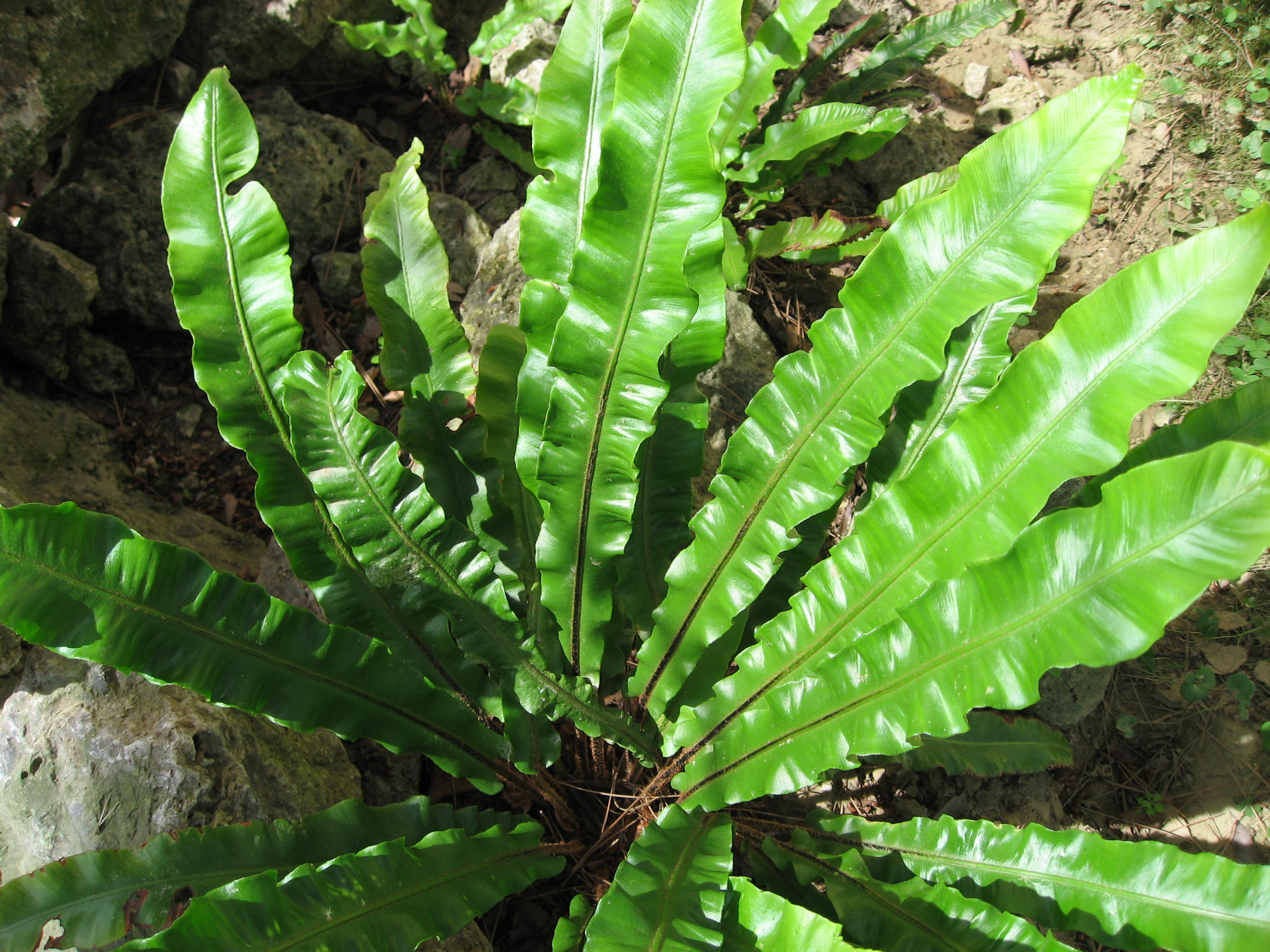